# Cobra Beer
Pour les articles homonymes, voir Cobra (homonymie).

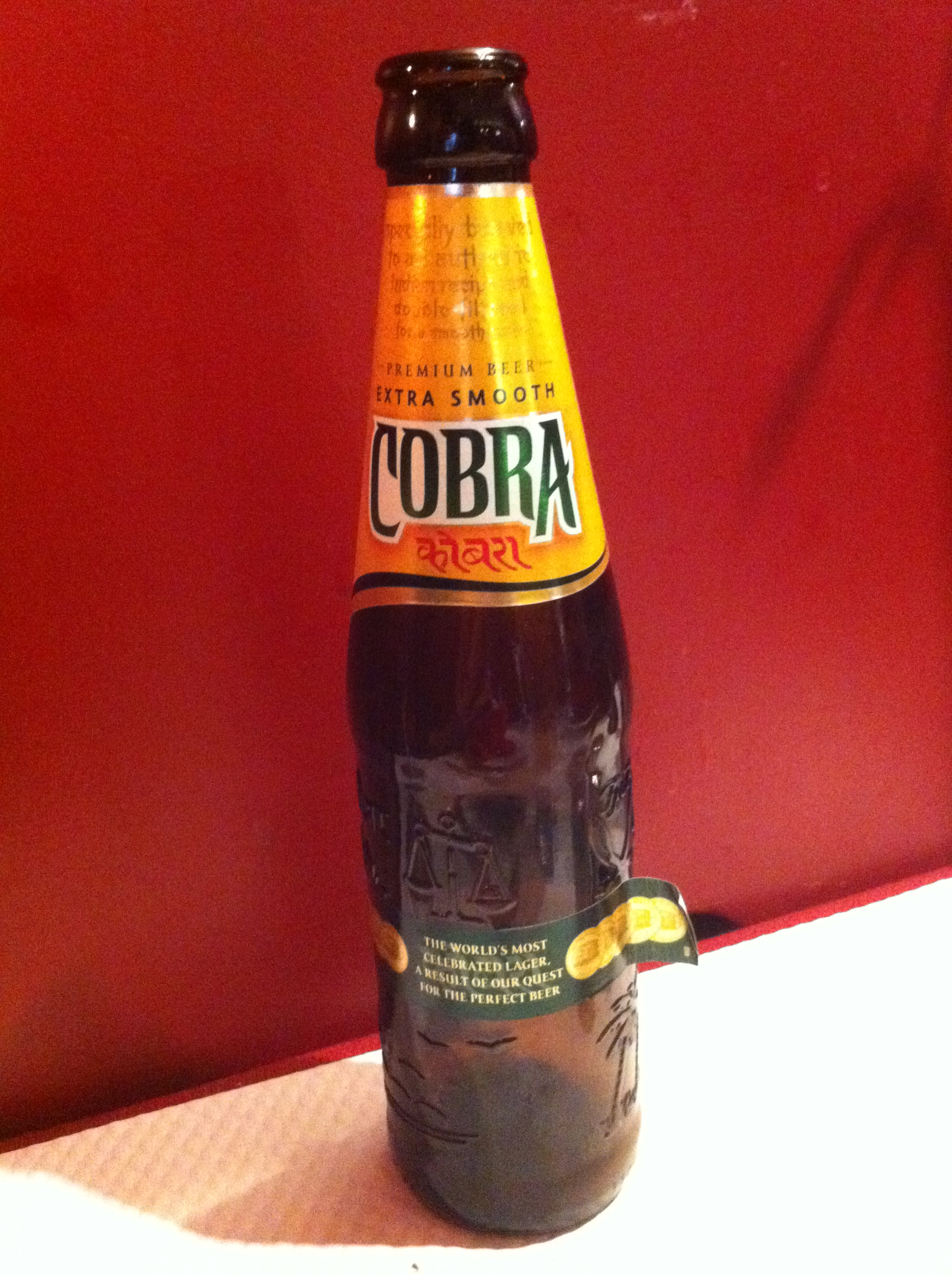
Bouteille ouverte de bière Cobra

Cobra Beer est une marque de bière indo-britannique fondée en 1989 par Karan Bilimoria.

## Brasseries
La bière Cobra est originellement brassée à Bangalore, en Inde, puis envoyée au Royaume-Uni. Elle appartient depuis 2009 au groupe Molson Coors Brewing Company.
Depuis 2014, Cobra Beer est brassée à Burton upon Trent, U.K., Rodenbach, Belgique et Patna en Inde.

## Communication
En 2005, la marque créé une compétition de courts métrages : la CobraVision Short Film Competition.
En 2009, la marque lance une application iPhone appelée Ibanter (banter peut être traduit par blague, ou plus littéralement par badinage). Il s'agit d'une application compilant des vidéos, dont l'objectif de la caméra est concentré sur la bouche d'un comédien racontant une blague. L'idée consiste à placer le téléphone devant sa propre bouche.

## Récompenses
Les bières de la marque Cobra sont régulièrement récompensées par l'institut Monde Selection (55 Labels de qualité Or depuis 2001).